# Liga a II-a (futsal)
Liga a II-a este al doilea eșalon din sistemul competițional de futsal din România și este organizată de Federația Română de Fotbal. Până în anul 2009, competiția era organizată în două serii, nord și sud, fiecare cu câte 5 echipe, iar acum este organizată într-o singură serie cu 6 echipe.

## Echipele sezonului 2024-2025
- ACS Fortius 2014 Buzău
- ACS Kereszthegy Remetea
- ACS Șoimii Șimand
- CFF Clujana Cluj-Napoca
- Clubul Sportiv Inter Gyergyó
- Futsal Ceahlăul Piatra Neamț

## Campioni
| Sezon     | Campion                                             |
| --------- | --------------------------------------------------- |
| 2004/2005 | ??                                                  |
| 2005/2006 | AS City'us Târgu Mureș                              |
| 2006/2007 | AS Arctica Craiova                                  |
| 2007/2008 | ??                                                  |
| 2008/2009 | City'us Târgu Mureș II                              |
| 2009/2010 | CS United București                                 |
| 2010/2011 | City'us Târgu Mureș II                              |
| 2011/2012 | CS Dunărea Turris Turnu Măgurele                    |
| 2012/2013 | Dunărea Călărași                                    |
| 2013/2014 | City'us Târgu Mureș II                              |
| 2014/2015 | CS United Galați 2                                  |
| 2015/2016 | Imperial Wet Miercurea Ciuc                         |
| 2016/2017 | Imperial Wet Miercurea Ciuc                         |
| 2017/2018 | CFF Clujana Cluj-Napoca                             |
| 2018/2019 | CSM Târgu Mureș                                     |
| 2019/2020 | *anulat din cauza pandemiei de COVID-19 din România |
| 2020/2021 | CFR 1933 Timișoara                                  |
| 2021/2022 | ACS West Deva                                       |
| 2022/2023 | CSM Târgu Mureș                                     |
| 2023/2024 | ACS Kereszthegy Remetea                             |